# José Mariano Beristáin y Souza
José Mariano Beristáin y Martín de Souza (22 de mayo de 1756, ciudad de Puebla - 23 de marzo de 1817, Ciudad de México) fue sacerdote, doctor en Teología, orador, literato, poeta, pero sobre todo un eminente bibliógrafo cuya obra Biblioteca Hispano-Americana Septentrional, publicada entre 1816 y 1821, fue la única fuente bibliográfica de consulta durante todo el siglo XIX y posterior a él en la materia de producción intelectual que se dio no solo en México sino en la América hispana durante el Virreinato. Muy opuesto, en lo político a los independentistas los persiguió con su oratoria desde el púlpito y con su pluma.

## Inicio
Nació en la virreinal Puebla de los Ángeles; su padre fue Juan Antonio Beristáin y su madre Lorenza Martín Romero.  Cursó las primeras letras en su ciudad natal, con los jesuitas del Seminario Conciliar Palafoxiano, y de ahí pasó a la Pontificia Universidad de México, donde recibió el grado de bachiller en Filosofía. Viajó luego a España acompañando al obispo de Puebla Francisco Fabián y Fuero, quien había sido nombrado obispo de Valencia.

## Oficios
En Valencia se doctoró Beristain en Teología. Demostró un talento excepcional, y fue nombrado para enseñar la materia en la Universidad de Valladolid. De ahí pasó a ser canónigo magistral en la Catedral de Toledo y luego canónigo doctoral en la de Vitoria.
De regreso a su patria después de haber adquirido fama, ocupó en la capital de la Nueva España los cargos de rector del Colegio de San Pedro, canónigo, arcediano y deán de la Metropolitana, de secretario de Cámara y Gobierno del Arzobispado y Visitador extraordinario de éste. 
Perteneció a numerosas academias españolas y mexicanas, fue Caballero de la orden de Carlos III y Comendador de la Orden Americana de Isabel la Católica.

## La Biblioteca Hispano-Americana Septentrional
Beristain tuvo siempre en mente la misión de conversión de los indígenas y la necesidad de hispanizar y divulgar la cultura. Pero además buscó demostrar en España que los reinos de ultramar no eran simples establecimientos coloniales, y que México y otras ciudades novohispanas eran verdaderos centros de cultura y de gran comercio. 
La inconclusa Biblioteca Mexicana de Juan José de Eguiara y Eguren, que cayó en las manos de Beristáin cuando estudiante, fue su inspiración para continuar el estudio del desarrollo cultural novohispano comenzado por Eguiara. En 1790 Beristáin se puso a trabajar en su propio catálogo bibliográfico, pero un naufragio cerca de las Bahamas durante un viaje a España coartó este propósito, que continuaría una vez que obtuvo el cargo de canónigo de la catedral de México.
Después de recabar todos los escritos de Eguren, Beristáin se dispuso a consultar las bibliotecas de las poblaciones novohispanas: Tacubaya, Churubusco, Tepotzotlán, Querétaro, San Joaquín, Texcoco y San Ángel, además de Puebla, Valladolid y Guadalajara.
La primera edición de su obra vio la luz entre los años de 1816 y 1821 con el nombre de Biblioteca Hispano-Americana Septentrional o catálogo y noticias de los literatos, que o nacidos o educados o florecientes en la América Septentrional Española, han dado a luz algún escrito, o lo han dejado preparado para la prensa.
La obra bibliográfica de Beristáin comprende 3,687 artículos sobre autores hispanoamericanos seglares y religiosos y abarca toda la época de dominio español. Uno de sus propósitos principales era desmentir la idea de unas colonias al margen cultural de la metrópoli, la cual las consideraba faltas de ilustración. 
La biblioteca es una obra de consulta nutrida de notas bibliográficas; pese a sus inevitables descuidos, incorrecciones, errores y lagunas, sin ella se habría perdido para siempre el nombre de numerosos escritores novohispanos e hispanoamericanos cuya producción tuvo lugar a lo largo de tres siglos.

## Obras
- Biblioteca Hispano-Americana Septentrional. 3 vols. México, 1816-1821. Imprenta de Valdés.
- Oda a Filopatro, ilustradas con notas históricas, poéticas y mitológicas dedicadas al Real Seminario de Vergara.